# Шеміє-Меле
Шеміє́-Меле (фр. Chemillé-Melay) — колишній муніципалітет у Франції, у регіоні Пеї-де-ла-Луар, департамент Мен і Луара. Населення — 8693 осіб (2011). Шеміє-Меле утворено 2013 року шляхом злиття муніципалітетів Шеміє і Меле. 
Муніципалітет був розташований на відстані близько 300 км на південний захід від Парижа, 65 км на схід від Нанта, 32 км на південний захід від Анже.

## Історія
15 грудня 2015 року Шеміє-Меле, Шанзо, Ла-Шапель-Русслен, Коссе-д'Анжу, Валанжу, Ла-Жумельєр, Неві-ан-Мож, Сент-Кристін, Сен-Жорж-де-Гард, Сен-Лезен, Ла-Саль-де-Віє i Ла-Турландрі було об'єднано в новий муніципалітет Шеміє-ан-Анжу.